# Ubier

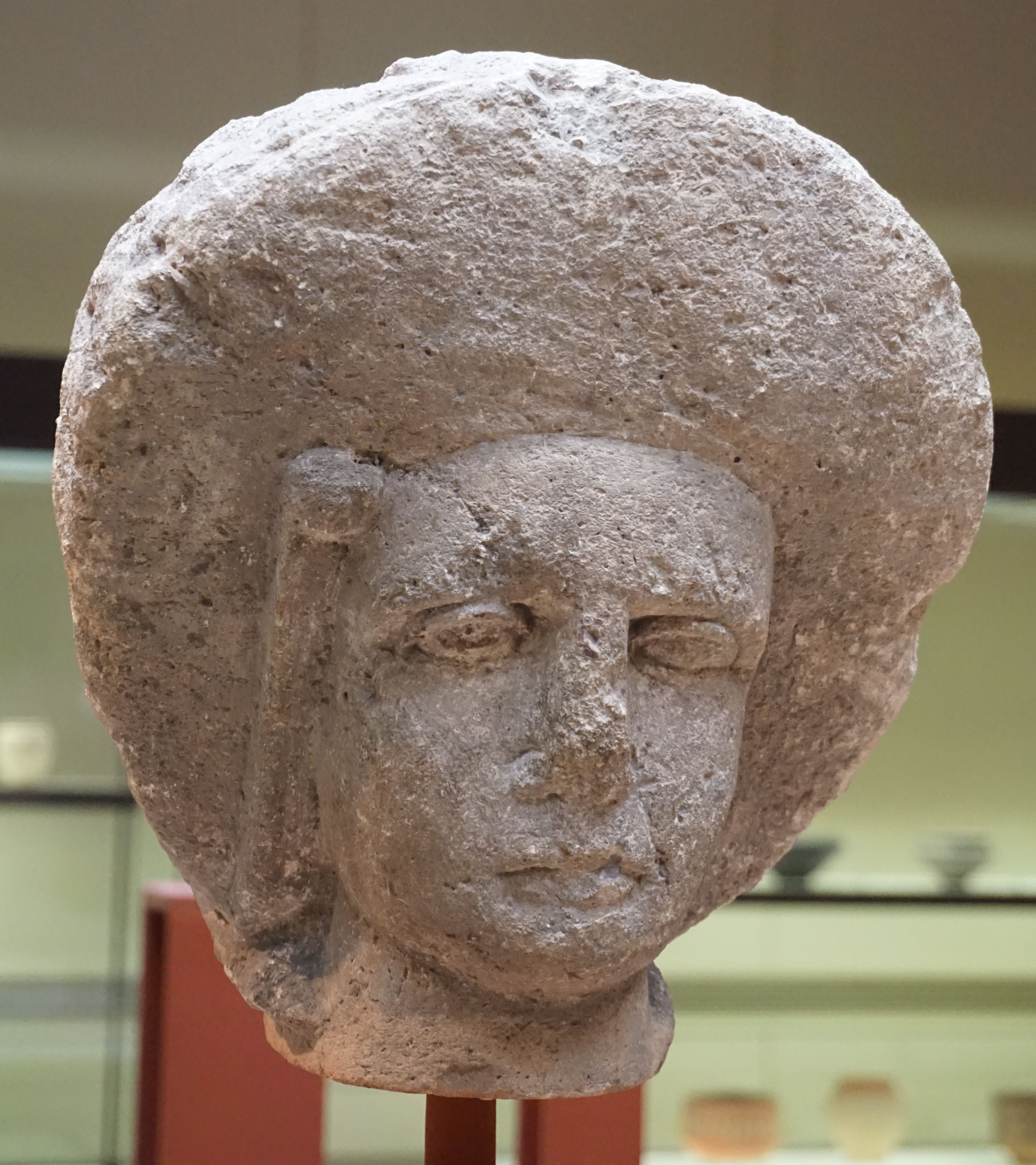
Porträt einer Ubierin aus Köln. Die Haare verdeckende Hauben waren Teil der Tracht verheirateter Frauen

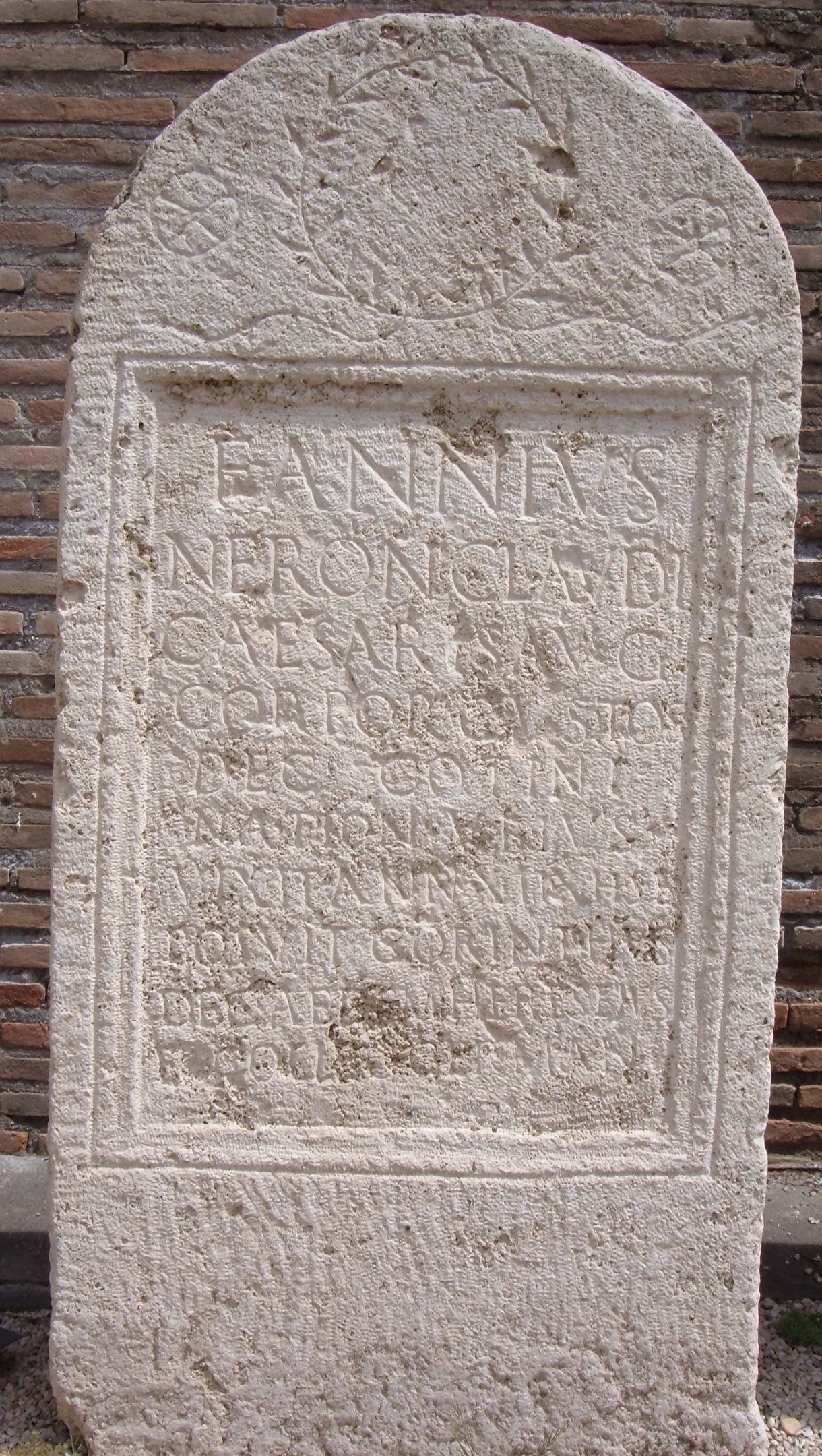
Grabstein des Ubiers Fannius, Leibwächter (corporis custos) Kaiser Neros; er lebte 28 Jahre und wurde von seinem collega (Kamerad) in Rom begraben

Die Ubier (lateinisch Ubii) waren nach Cäsar, der den Rhein als Kulturgrenze zwischen Kelten und Germanen betrachtete, ein westgermanisches Volk, das Caesar als bereits zivilisiert beschrieb. Demgegenüber werden die Ubier als Bewohner der sogenannten Übergangs- oder Kontaktzone zwischen Germanen und Kelten heute auch als Mischbevölkerung betrachtet.

## Siedlungsgebiet
Die Ubier waren nach Cäsars Definition ein Germanenstamm und bewohnten zunächst das rechte Ufer des Rheins, gegenüber den Treverern und südlich bzw. westlich der Sugambrer, lebten also den römischen Begrifflichkeiten nach in der Germania magna. Die Germanen siedelten nach Cäsar mit Ausnahme der „Germani cisrhenani“ ausnahmslos rechts des Rheins.
Ihr Gebiet erstreckte sich vor der Ankunft der Römer ziemlich Nord-Süd-ausgedehnt entlang des Rheins, jedenfalls von der Gegend nördlich des heutigen Kölns, wobei als Nordgrenze überwiegend die Ruhr und damit der Nordrand der deutschen Mittelgebirge angenommen wird und nach Süden über die Sieg bis herunter zur Lahn.
Das Gebiet lässt sich anhand von Münzfunden, Landmarken, Bodenbefunden und historischen Schilderungen eingrenzen. So finden sich ubische Münzen (ubische EL/AR-Rbs dlT 9441/F 399 (Mardorf-Typ)) in Königswinter (Fundstelle Stieldorfer Hohn, sog. Hortfund), aber auch deutlich nördlicher bei Beckinghausen (kleine Funde) und Bochum (kleine Funde) und bis in den Süden auf dem Dünsberg und in Heuchelheim. Die Fundplätze legen die Ruhr als Gebietsgrenze nahe. Cassius Dio spricht zudem bei der Schilderung des Drusus-Feldzuges 11 v. Chr. davon, dass „eine Brücke über die Lippe“ geschlagen wurde und man darüber „in das Land der Sugambrer vorrückte“. Sodann schildert er, dass auf dem Rückweg in die Winterlager „zwischen Lippe und Ruhr im Gebiet der Sugambrer“ ein Militärlager errichtet wurde.  Das Land der Sugambrer befand sich damit jedenfalls südlich der Lippe und nördlich der Ruhr, wobei dieses Gebiet als „Kernland“ der Sugambrer betrachtet wird.
Dass das Siedlungsgebiet der Sugambrer nördlich und östlich an das der Ubier angrenzte, ergibt sich aus Caesars Schilderungen in De Bello Gallico, dort schildert er anlässlich der Rheinüberquerung (nach heutiger Ansicht kommen Köln, die Siegmündung, Bonn oder Andernach in Betracht) auf dem Weg zu den Sugambrern das Gebiet der Ubier durchqueren musste und sich nach Vernichtung der Felder und Hütten der Sugambrer zu den Ubiern zurückzog („se in fines Ubiorum recepit“). Caesar ist in seiner Beschreibung der Siedlungsgebiete der Germanenstämme sehr eindeutig; demnach lag das Gebiet der Ubier „am Rhein“. Weiter spricht Caesar vom „ubischen Ufer“ („ripae Ubiorum“), wenn er die rechte Rheinseite meint: Nach der zweiten Rheinüberquerung, die vom Gebiet der Treverer aus und damit deutlich südlicher als beim ersten Mal erfolgte, ließ er seinen Brückenkopf am Ufer der Ubier („quae ripas Ubiorum contingebat“), wie er es explizit bezeichnet, zurück.  Die Ubier bewohnten also ein Gebiet, das direkt an den Rhein angrenzte.
Das Gebiet der Ubier war demnach ein rechtsrheinisches Gebiet entlang des Rheines zwischen Lahn und Ruhr und nach Osten hin über das Bergische Land und das Oberbergische Land bis ins Siegerland.

## Lebensweise
Die Ubier waren nach Cäsar der einzige Germanenstamm, der bereits zivilisiert war, und sie verfügten bereits über befestigte Plätze, sog. Oppida und Wehrburgen, denn Caesar befahl ihnen, zum Schutz diese ihre befestigten Plätze (oppida) aufzusuchen („Ubiis imperat, ut pecora deducant suaque omnia ex agris in oppida conferant“). Zu den bekannten Oppida bzw. Befestigungsanlagen auf dem Gebiet der Ubier gehören neben anderen das große Oppidum auf dem Dünsberg, das Oppidum Dornburg bei Limburg, die Wehranlagen Erdenburg bei Bensberg, Petersberg bei Königswinter, Stromberg bei Windeck.
Die Ubier waren demnach in ihrer Lebensart den Kelten ähnlich, möglicherweise keltisierte Germanen oder jedenfalls Germanen die keltische Lebensgewohnheiten pflegten. Die Ubier lebten im nördlichen Teil der deutschen Mittelgebirge, und damit in einem Gebiet, welches als Kontakt- oder Zwischenzone der keltischen und germanischen Kulturen gilt, und welches um 275 v. Chr., zur Zeit der nördlichsten Ausdehnung der keltischen Laténekultur, keltisch besiedelt oder jedenfalls stark keltisch beeinflusst war.
Die Ubier waren einer der ersten germanischen Stämme, die sich auf regen Handel mit den Römern einließen, ihnen ihre Söhne in die Ausbildung gaben und sich schließlich auch zur Zahlung von Tributen bereit erklärten. Außerdem stellten sie den Römern Hilfstruppen (bevorzugt Reiterei) zur Verfügung, die diese gemäß ihrer politischen Devise „Divide et impera“ benutzten, um andere Germanenstämme zu unterdrücken und tributpflichtig zu unterwerfen. Dieses Verhalten der Ubier brachte ihnen das Misstrauen, den Neid und schließlich auch den Hass der anderen benachbarten Stämme ein, weshalb es in der Folge zu zahlreichen Auseinandersetzungen zwischen den Ubiern und ihren Nachbarn kam. Es wird in der Forschung, ausgehend von Münzfunden und Rückschlüssen aus Cäsars „De Bello Gallico“, heute teils die Auffassung vertreten, dass die Ubier sich auch an kriegerischen Aktionen gegen die Römer beteiligt haben. Vermutlich waren diese und eine Maßregelung der Ubier sogar der Grund für die zweite Rheinüberquerung Cäsars.

## Umsiedlung

Das römische Gallien und rechtsrheinische Germanien um das Jahr 70 n. Chr.

Der erste Germanienfeldzug nach Caesar fand 39/38 v. Chr. unter dem Statthalter Marcus Vipsanius Agrippa statt. Er bekämpfte die aufständischen Gallier, überschritt den Rhein, unterwarf den Stamm der Ubier und erhielt einen Triumph zugebilligt, den er jedoch nicht ausführte (Tac. ann. XII 27,1; Cass. Dio XXXXVIII, 49, 3-4; vgl. Strab. IV 3,4 p. 194 C; Tac. Germ. 28).
Die Ubier gerieten unter Druck und zwischen die Fronten der Römer gegen andere Germanen und drohten aufgerieben zu werden. Daher wurden sie 19/18 v. Chr. von Marcus Vipsanius Agrippa während dessen zweiter Statthalterschaft auf das linke Rheinufer in die spätere römische Provinz Germania inferior umgesiedelt.[12] Dieses Gebiet war zuvor ein Teil-Gebiet der Eburonen, die bis zu deren Vernichtung durch Cäsar zwischen Rhein und dem Gebiet um Brüssel siedelten. Nach Cäsars Genozid an den Eburonen war das Gebiet Zwischen Rhein und Maas nur noch dünn besiedelt. Bis etwa in die Regierungszeit Kaiser Domitians war das linke Rheinufer Teil der Provinz Gallia Belgica. Hier bewohnten sie die Gegend bei Bonn und Köln, bei Aachen rechts der Wurm sowie das Tal der Ahr. Das ist deswegen von Bedeutung, da oft behauptet wird, die Ubier seien römerfreundliche, linksrheinische Germanen gewesen. Linksrheinisch wurden sie aber erst durch die römische Umsiedlungspolitik. Der Hauptort der Ubier wurde Ara oder Oppidum Ubiorum, die später von Claudius zur Colonia Claudia Ara Agrippinensium ernannte Stadt Köln. Nach ihrer Umsiedlung waren die Ubier, oder zumindest der „kölnische Teil“ des Stammes, auch unter der Bezeichnung „Agrippinenser“ (Agrippinenses) bekannt.
Die nördlichste Grenze des Ubier-Gebietes wurde durch den Gelfbach markiert (ab dem Mittelalter Mühlenbach), der beim ehemaligen Römerkastell Gelduba bei Krefeld-Gellep in den Rhein mündet. Nördlich dieses Baches siedelten die germanischen Cugerner, eine Teilgruppe der rechtsrheinischen Sugambrer.[13]
Die Angabe bei Tacitus vermerkt als Zeitpunkt der Umsiedlung der unterworfenen Ubier auf das linke Rheinufer in das Gebiet des heutigen Kölns nur eine Statthalterschaft des Agrippa. Wahrscheinlich handelte es sich bei der Übersiedlung der Ubier um einen längeren Prozess, der durch Agrippa seine offizielle Bestätigung oder seinen Abschluss fand.

Agrippa entwickelte das Konzept, die Rheinlinie durch unmittelbare Präsenz von römischen Truppen, vor allem aber durch Ansiedlung zuverlässiger romfreundlicher Stammesgruppen auf dem linken Rheinufer (Ubier und Bataver; Begründung des Zentralorts oppidum Ubiorum) sowie durch feste Vertragsbeziehungen zu den rechts des Rheins angrenzenden Stämmen zu schützen. Roms Politik zielte, von wenigen Ausnahmen abgesehen, hauptsächlich darauf ab, Landsuchende aus dem gesicherten Provinzialbereich herauszuhalten.

## Ende
Die Ubier nahmen an dem Aufstand des Iulius Civilis in den Jahren 69 und 70 n. Chr. nur gezwungenermaßen und auch nur eine kurze Zeit lang teil. Nach der Expansion der Franken ab dem 3. Jahrhundert über den Rhein und der späteren Einnahme Kölns gingen die weitgehend romanisierten Nachfahren der Ubier in den Rheinfranken auf, die nach dem 6. Jahrhundert auch Ripuarier genannt wurden.

## Religion
Wie andere westgermanische Völker glaubten die Ubier an mehrere Götter, wie zum Beispiel Mercurius Hranno, Hercules Magusanus oder Hercules Deusoniensis. Der rheinische Matronen-Kult war zumindest in Teilen ubiisch, die Motive des „tanzenden Mannes“ und eines stilisierten Pferdes auf den Münzen der Ubier weisen Ähnlichkeiten zu Darstellungen des Geweihgottes Cernunnos und der Reitergöttin Epona auf.